# Clade des accumulateurs d'acides aminés non protéinogènes
Clade
Synonymes
- Non-protein amino acid-accumulating clade
- clade NPAAA
- Canavanine-accumulating clade

Le clade des accumulateurs d'acides aminés non protéinogènes (en anglais Non-protein amino acid-accumulating clade ou NPAAA) est un clade de plantes à fleurs de la famille des Fabaceae, de la sous-famille des Faboideae (ou Papilionoideae) et du clade des Meso-Papilionoideae,. 
Il comprend des espèces accumulatrices d'acides aminés non protéinogènes tels que la canavanine.

## Liste des sous-taxons
- clade des Hologalegina
- tribu des Hypocalypteae
- tribu des Indigofereae
- clade des Millettioïdes
- clade des Mirbelioïdes
- tribu des Cicereae
- tribu des Phaseoleae

## Publication originale
- (en) Cardoso D, Pennington RT, de Queiroz LP, Boatwright JS, Van Wyk BE, Wojciechowski MF, Lavin M (2013). "Reconstructing the deep-branching relationships of the papilionoid legumes". S Afr J Bot. 89: 58–75. DOI 10.1016/j.sajb.2013.05.001.